# Rubiera

Rubiera (Rubēra en dialecte reggiano) est une commune italienne de la province de Reggio d'Émilie dans la région Émilie-Romagne en Italie.

## Géographie
La commune de Rubiera se situe à une altitude variant de 39 à 65 mètres (53 m devant la mairie), dans la plaine du Pô, sur la rive gauche du fleuve Secchia et à droite de son affluent Tresinaro,  traversée par la via Emilia à 12 km à l’est de Reggio d'Émilie et à 12 km à l’ouest de Modène dont elle fait confins avec sa province.

La route provinciale SP51 relie Rubiera à Casalgrande et à la zone céramique et la ligne de chemin de fer Milan-Bologne dessert la ville.

La commune fait confins avec San Martino in Rio au nord, Modène à l’est, Casalgrande au sud et  Reggio nell'Emilia au nord.

Grandes villes voisines :
- Bologne 48 km
- Modène 12 km
- Milan 154 km
- Florence 106 km

## Histoire
L'origine du nom de Rubiera est Corte de Herberia, qui peut venir du celtic her-beria («au milieu de la plane»), au musée archéologique de Modène, une plaque datée de 259, relate la construction d’un pont en pierre sur le Secchia par les empereurs romains Gallien et Valérien, en remplacement de celui de bois détruit par un incendie.

## Moyen Âge
Les premières notices remontent à 915, quand le territoire était le fief des familles Supponidi, puis des Obertenghi.

Entre 1190 et 1200, la commune de Reggio, voisine de Bologna et autres communes libres, pour mieux protéger les confins d’avec Modène, construisit le nouveau bourg de Rubiera, avec un château ceint de murailles et peuplé de paysans et citadins de Reggio. En 1201, la rocca fut érigée par des soldats de Modène et leur podestat Alberto da Lendinara, qui avaient été capturés à la bataille de Formigine gagnée par Reggio. Pour se venger de cette défaite et humiliation, Modène aidé de Vérone et Ferrare assiégèrent Rubiera. Le long siège se termina par un accord de paix entre les belligérants. En mai 1409, au cours d’un guet-apens, le dernier seigneur de Reggio Ottobon Terzi fut assassiné par Attendolo Sforza.

### L'âge moderne

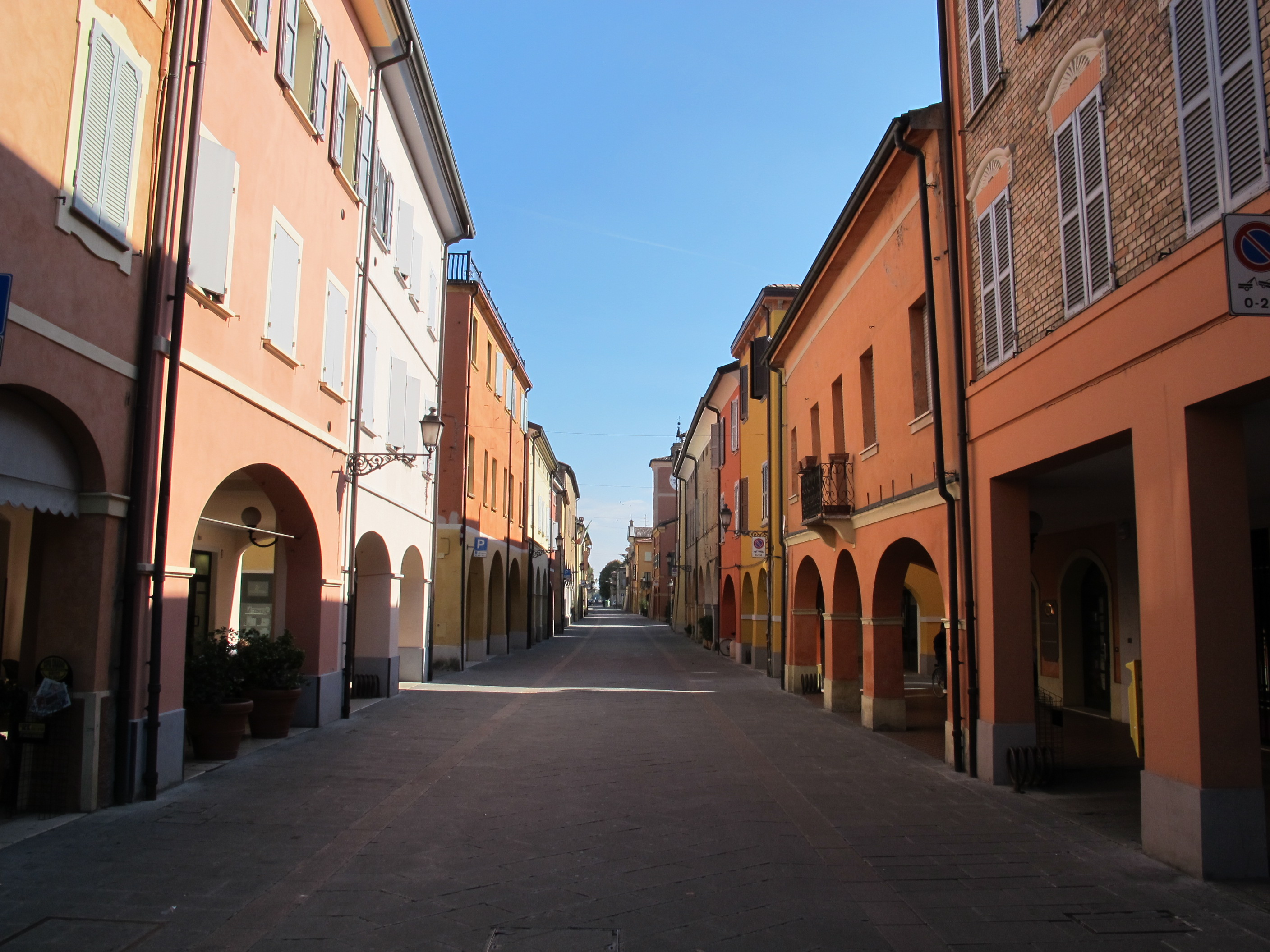
Via Emilia a Rubiera

Pendant deux siècles, Rubiera fut le fief des Boiardi qui, en 1423, échangèrent avec les Este leur fief contre celui de Scandiano.

De 1512 à 1523, Rubiera fut conquis par les partisans de l’État pontifical qui l’inféodèrent aux Pio de Savoie, seigneurs de Carpi et, au retour des Este, la cité était le fief de la famille Sacrati de Fusignano. La rocca fut renforcée, ceinte de fossés et servit de prison pour les condamnations graves.

### L'Unité d'Italie
Avec l’unité italienne, Rubiera abandonna sa vocation militaire en abattant les murailles du bourg et le fort qui servait de prison fut privatisé en 1873.

En 1922, la partie centrale du fort fut en partie démolie pour permettre la modification du tracé de la via Emilia.

## Monuments et lieux d’intérêt
- le Théâtre Herberia, construit en 1926 en style art nouveau[3].
- le Complexe monumental de l'Hôpital réalisé au XVIe siècle, lieu d’accueil pour les voyageurs qui se déplaçaient sur la via Emilia. Aujourd’hui, siège du centre théâtral La Corte Ospitale.
- la bibliothèque municipale

## Administration
| Période                                  | Période  | Identité         | Étiquette     | Qualité       |
| ---------------------------------------- | -------- | ---------------- | ------------- | ------------- |
| 14/juin/2004                             | En cours | Lorena Baccarani | Centre gauche | Centre-gauche |
| Les données manquantes sont à compléter. |          |                  |               |               |

### Hameaux
Baccarani, Casa della Carità, Fontana, Osteria, Tre Olmi

### Communes limitrophes
Campogalliano (MO, 7 km), Casalgrande (8 km), Modène (Italie) (MO, 11 km), San Martino in Rio (9 km), Reggio d'Emilie (14 km)

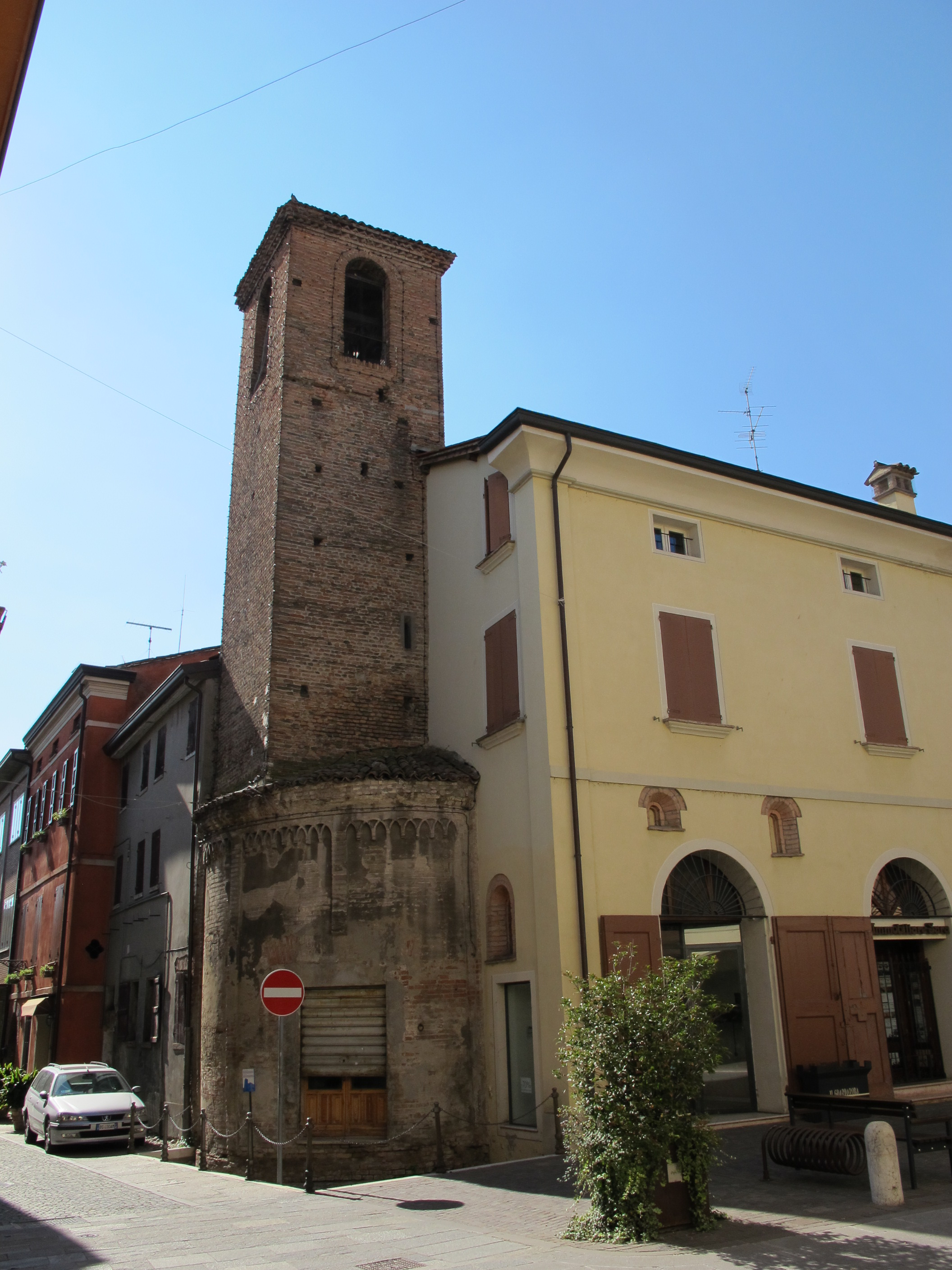
Ruines de la vieille église

## Population

### Évolution de la population en janvier de chaque année
| 1861  | 1901  | 1921  | 1951  | 1961  | 1971  | 1981  | 1991  | 2001   |
| ----- | ----- | ----- | ----- | ----- | ----- | ----- | ----- | ------ |
| 3 518 | 4 402 | 5 750 | 6 879 | 7 036 | 9 264 | 9 785 | 9 654 | 11 458 |

| 2012   | - | - | - | - | - | - | - | - |
| ------ | - | - | - | - | - | - | - | - |
| 14 765 | - | - | - | - | - | - | - | - |

### Ethnies et minorités étrangères
Selon les données de l’Institut national de statistique (ISTAT) au 1er janvier 2011 la population étrangère résidente et déclarée était de 1582 personnes, soit 10,9 % de la population résidente.

Les nationalités majoritairement représentatives étaient :
| Pos. | Pays     | Population |
| ---- | -------- | ---------- |
| 1    | Ghana    | 237        |
| 2    | Roumanie | 232        |
| 3    | Albanie  | 173        |
| 4    | Maroc    | 151        |
| 5    | Moldavie | 103        |
| 6    | Inde     | 77         |

## Personnalités liées à Rubiera
- Giovanni Battista Vacchelli (1625-1667), musicien
- Stefano Baldini, athlète - médaille d'or au marathon des Jeux olympiques d'Athènes 2004

## Environnement
a commune s'est fait connaître par le fait qu'elle a été fortement victime des séquelles de l'Industrie italienne de l'Amiante. De nombreux habitants et familles se sont portées parties civiles (plus de 6 000 parties civiles) au procès ouvert en décembre 2009 par le tribunal de Turin contre le groupe Eternit-Italie (mis en faillite en 1986). En février 2012, le tribunal a jugé les deux principaux responsables des usines Eternit italiennes de Bagnoli et de Rubiera « coupables des délits qui leur sont reprochés » ( « catastrophe sanitaire et environnementale permanente » à la suite d'une infraction à la sécurité au travail ayant conduit à la mort d’environ 3 000 ouvriers ou habitants proches des usines). Le tribunal a retenu une peine de 16 ans de prison, soit 4 ans de moins (pour prescription des délits) que la durée requise par le  procureur

## Économie
La traditionnelle activité agricole, commune à toute la plaine (céréales, fruits et légumes, vignes et fourrage), l’élevage bovin et porcin et toutes les activités industrielles liées.
  
Le secteur industriel est représenté par des agences opérant dans le domaine alimentaire, mécanique automobile, imprimerie, serrurerie, textile, habillement, meuble, matériaux de construction, articles plastics et appareillages électriques.

## Fêtes et évènements
- jeu du salami et fantaisie, au début du mois de décembre, stands gastronomiques,
- foire de septembre, à la fin de septembre, concours de peintures
- fête de la saint Valentin, en février
- fleurs et saveurs, début mars, marché aux fleurs et gastronomie de produits locaux,
- le marché paysan, tous les mardis du mois, produits agricoles locaux,
- fête estives, toutes les soirées de juillet
- marché traditionnel tous les samedis,
- marché des antiquaires, en soirée les mercredis de juillet et août,
- marché de Noël des antiquaires, tous les dimanches de décembre.

## Galerie de photos

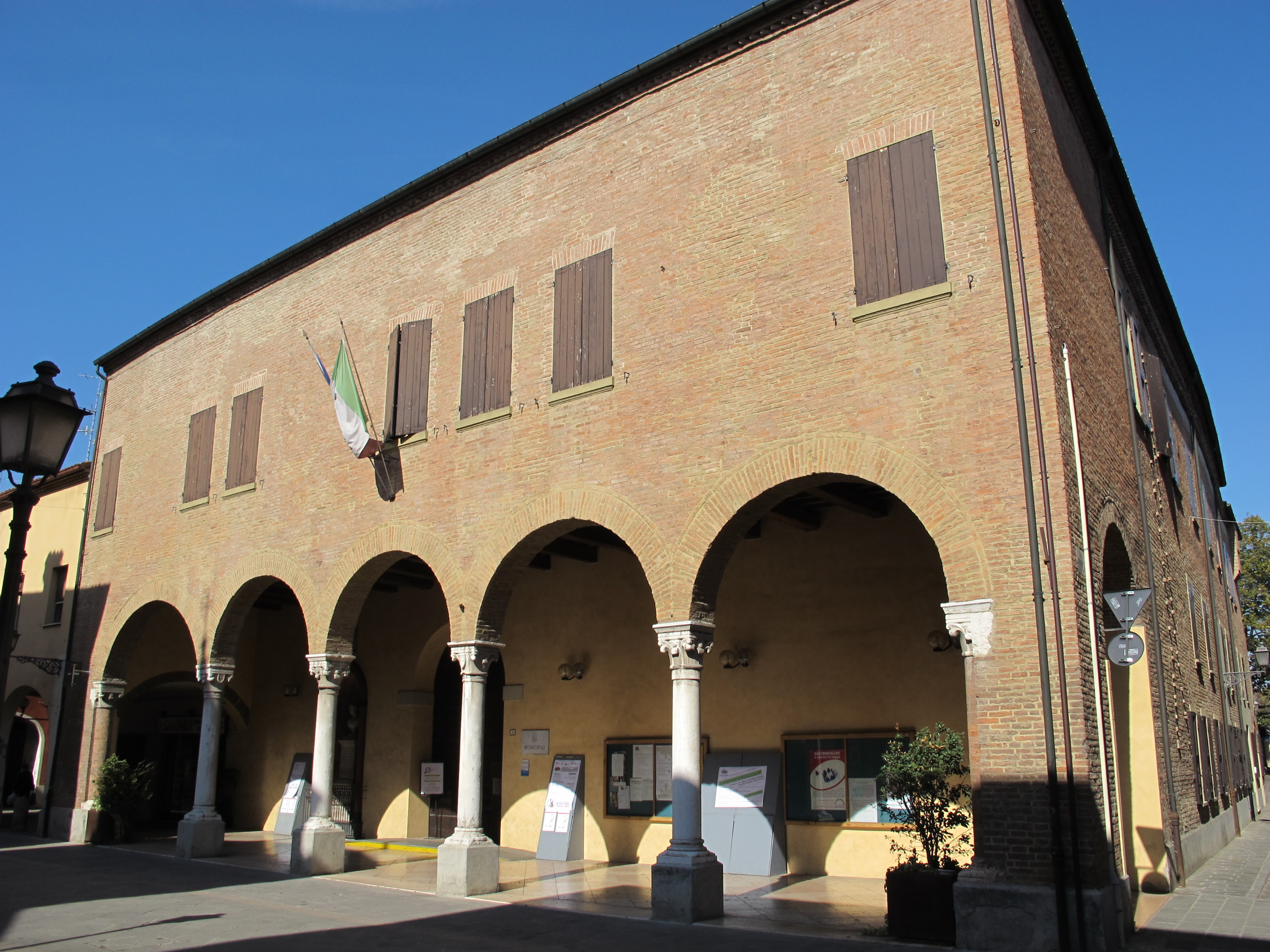
la commune de Rubiera
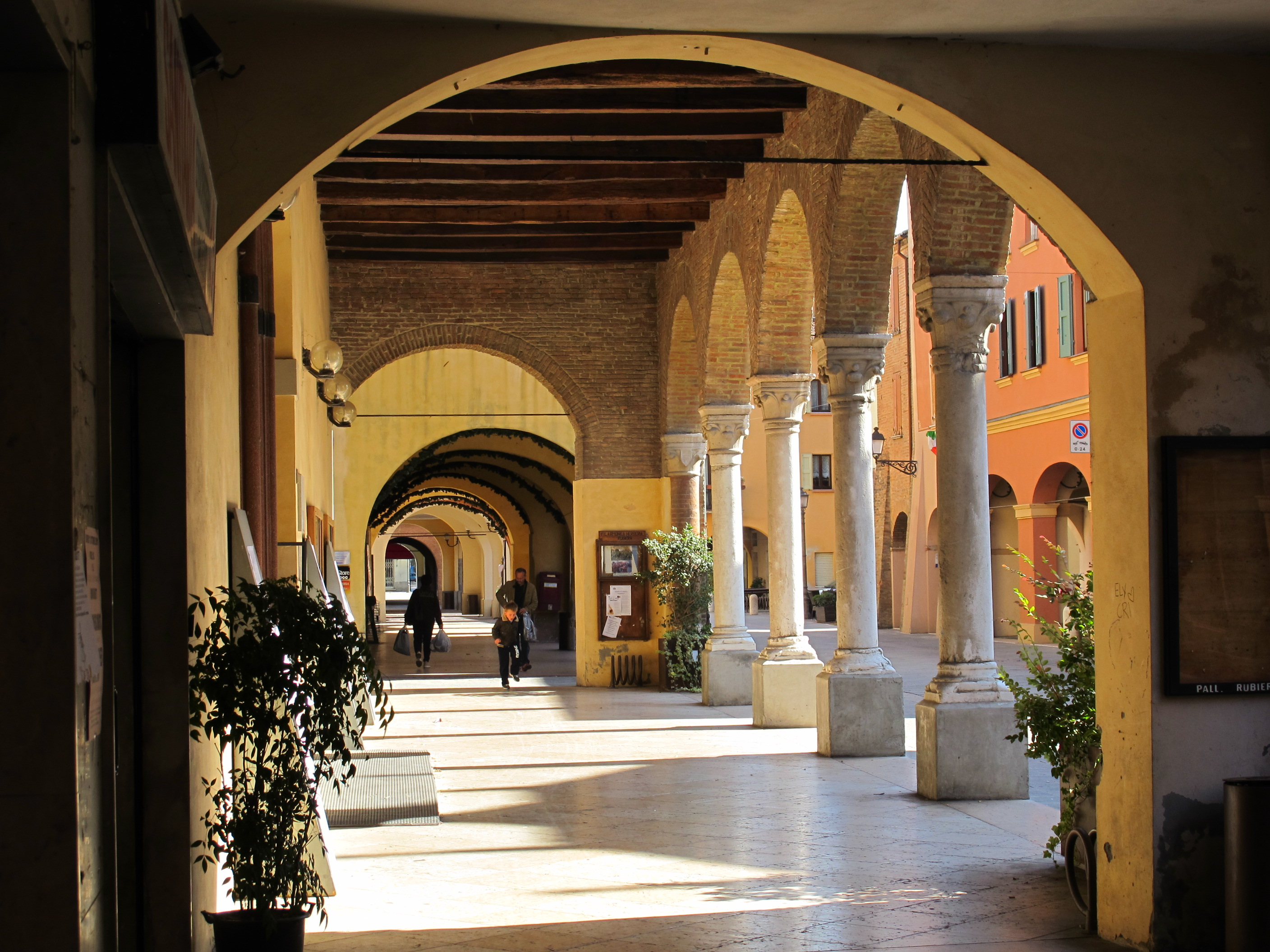
Portiques le long de la via Emilia
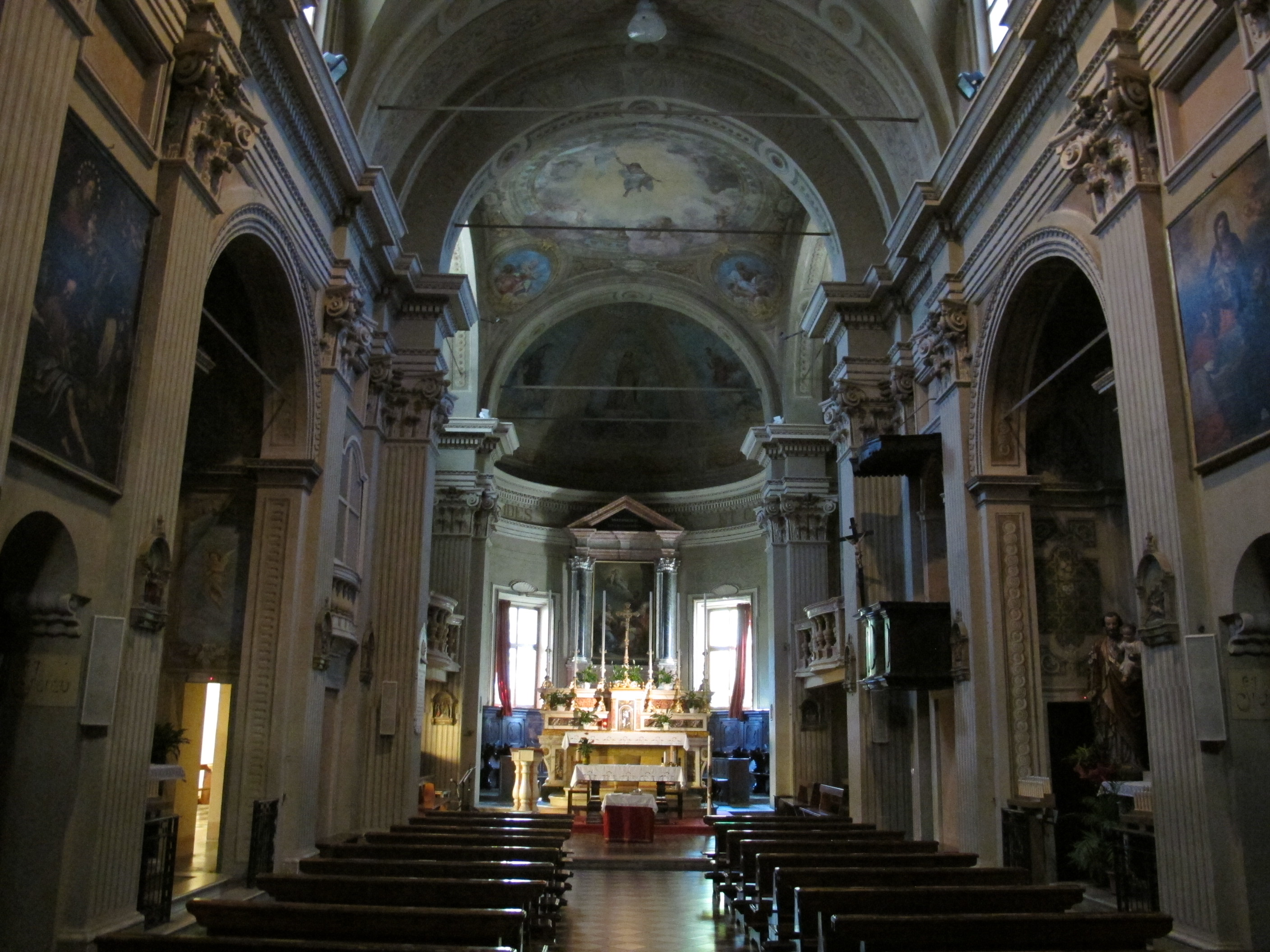
Intérieur de l’église de Rubiera
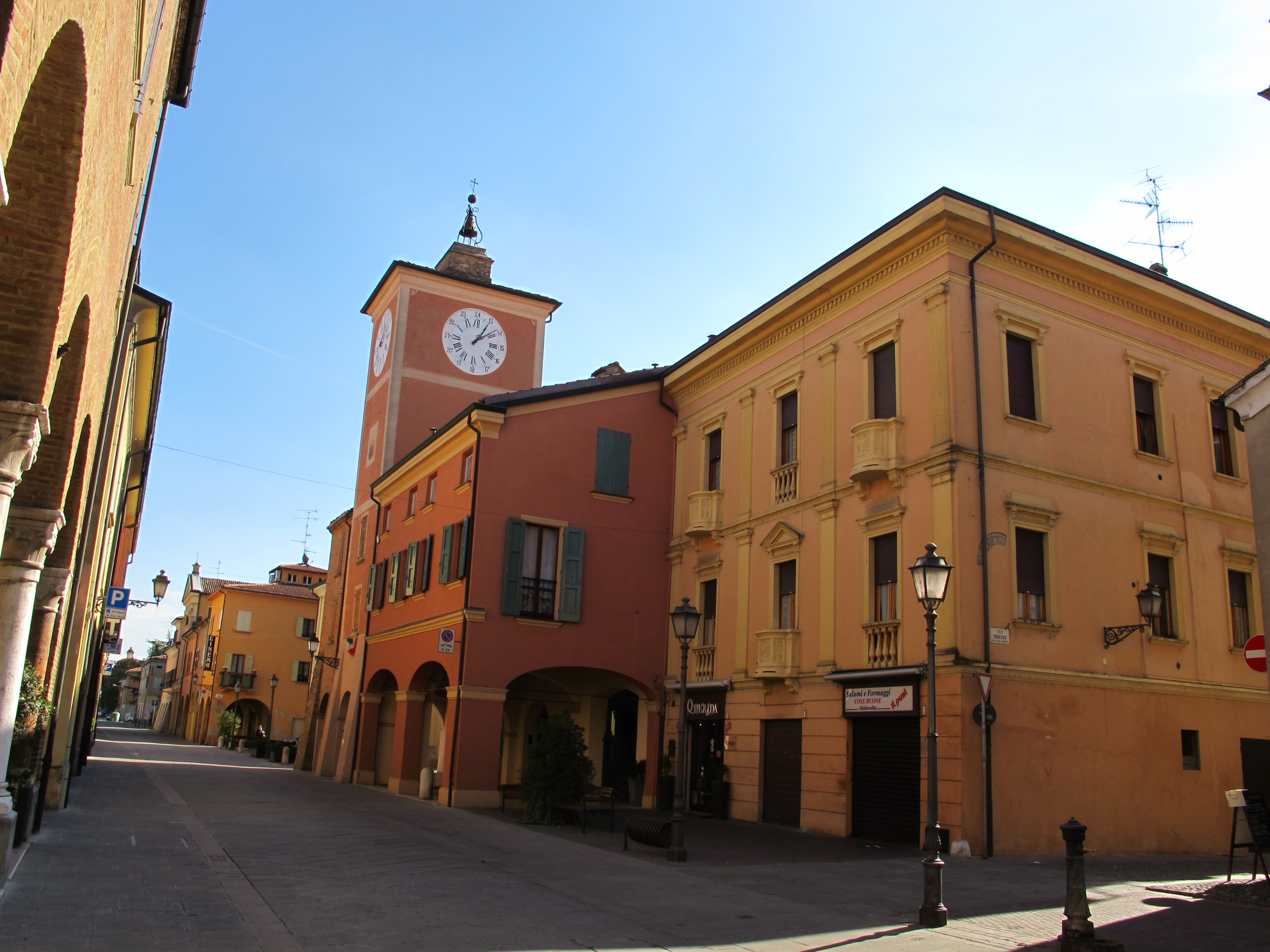
La Tour de l’horloge

## Jumelage
- Neulingen (Allemagne)
- Győrújbarát (Hongrie)
- Bjelovar (Croatie)

## Sources
- (it) Cet article est partiellement ou en totalité issu de l’article de Wikipédia en italien intitulé « Rubiera » (voir la liste des auteurs) le 13/12/2012.

## Note
1. ↑  (it) Popolazione residente e bilancio demografico sur le site de l'ISTAT.
2. ↑  Le nom sera donné au théâtre municipal.
3. ↑  Commune de Rubiera. « Copie archivée » (version du 4 avril 2009 sur Internet Archive)
4. ↑  (Batiactu, http://www.batiactu.com/edito/amiante---un-verdict—historique—en-italie-31282.php Amiante : un verdict "historique" en Italie 13/02/2012)